# Đường Likya
Đường Likya (tiếng Thổ Nhĩ Kỳ: Likya Yolu) là một con đường trải dài ở phía tây nam Thổ Nhĩ Kỳ xung quanh một phần của bờ biển Likya cổ đại. Con đường dài hơn 500 km (310 mi), khởi đầu từ Hisarönü, (gần Fethiye) đến Geyikbayırı ở Konyaaltı (cách Antalya khoảng 20 km (12 mi)) và được đánh dấu bằng các sọc đỏ và trắng theo thỏa ước Grande Randonnee. Đường Likya được một người Anh tên Kate Clow, một cư dân Thổ Nhĩ Kỳ lập ra. Tên của nó được đặt theo một nền văn minh cổ đại từng thống trị khu vực.

## Lịch sử

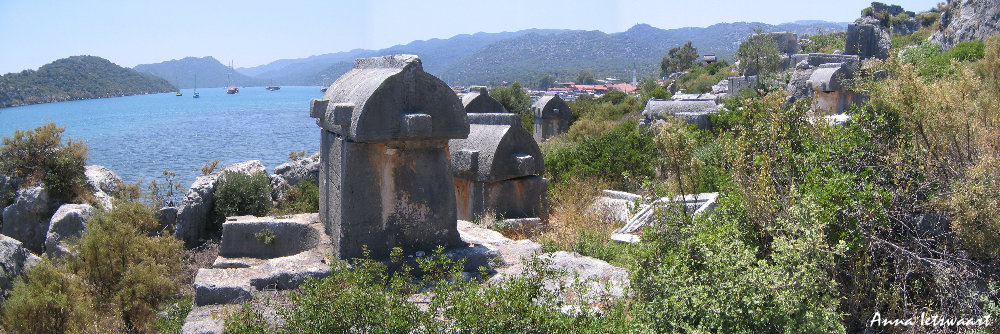
Những ngôi mộ dọc đường Likya tại Simena, gần Üçağız.

Likya là một khu vực nằm ở phía tây dãy núi Taurus thuộc bán đảo Teke, tây nam Anatolia, ven bờ Địa Trung Hải. Ngày nay, khu vực này nằm ở các tỉnh Muğla và Antalya. Theo các nhà sử học, vào thời tiền sử, người Likya sống trong thời đại đồ đồng muộn. Họ đã xây dựng các thành bang dọc theo bờ biển Địa Trung Hải như Xanthos, Patara, Myra, Pinara, Tlos, Olympos và Phaselis đồng thời thành lập Liên đoàn Likya. Nhờ vị trí chiến lược, người Likya có cơ hội tốt cho việc buôn bán trên biển và thậm chí là cướp biển. Trong thời gian sau đó, khu vực Likya bị chiếm đóng bởi Đế quốc Ba Tư, Hy Lạp cổ đại, và bị kiểm soát bởi La Mã cổ đại, Đế quốc Byzantine, Đế chế Seljuk và cuối cùng là Đế chế Ottoman. Những ngôi mộ cắt đá trên các vách đá và sarcophagi trong khu vực là bằng chứng rõ nét cho nền văn minh Likya.
Con đường Likya, được người Likya sử dụng làm lối đi bộ, được hình thành bởi Kate Clow, một người Anh sống ở Thổ Nhĩ Kỳ từ năm 1989. Con đường chính thức mở cửa vào năm 1999. Ngân hàng Garanti đã tài trợ cho một nhóm tình nguyện viên do Clow chỉ đạo tổ chức việc đánh dấu đường.

## Đường mòn

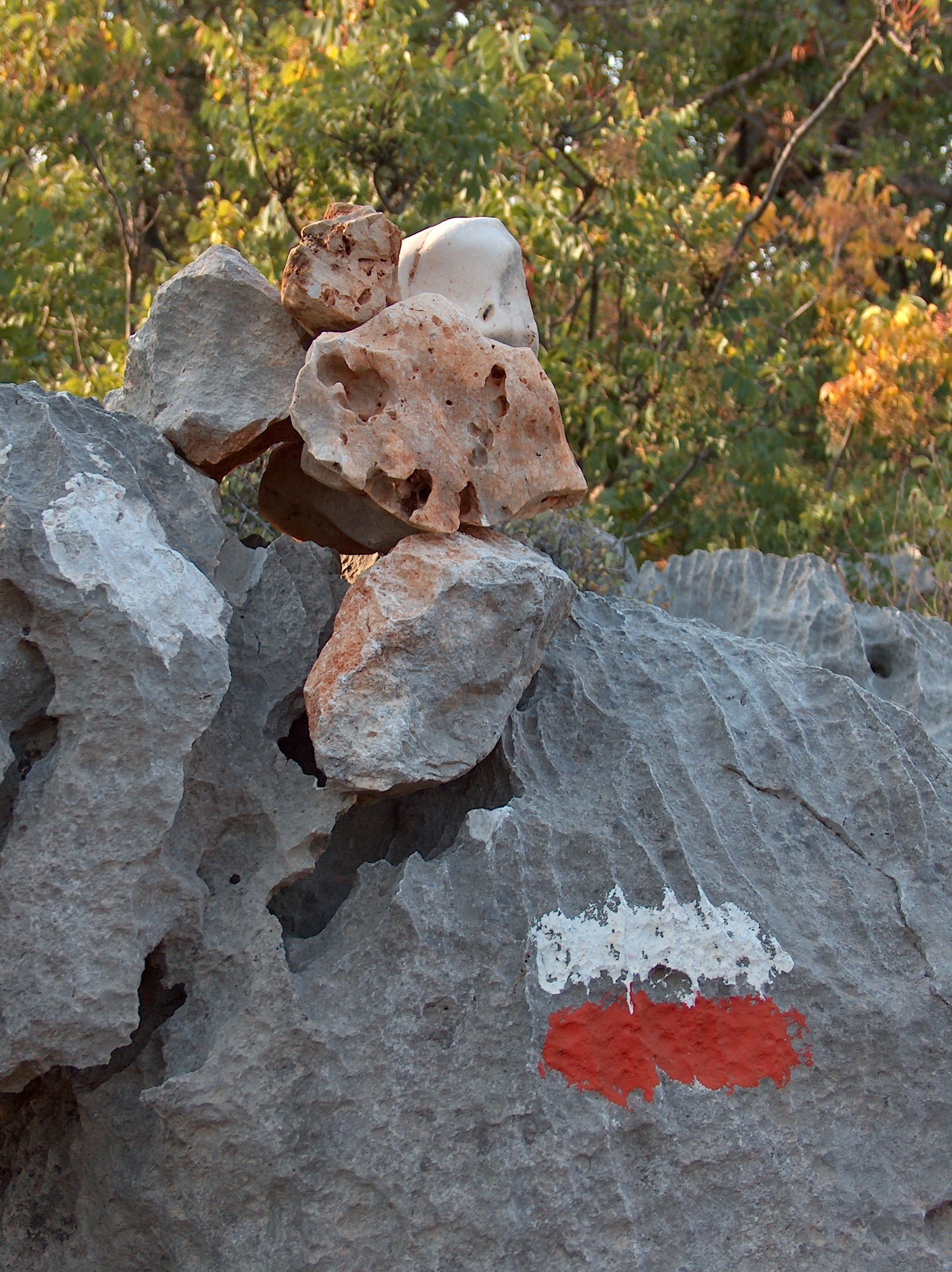
Một cột mốc sọc trắng và đỏ trên đá dọc theo đường Likya.

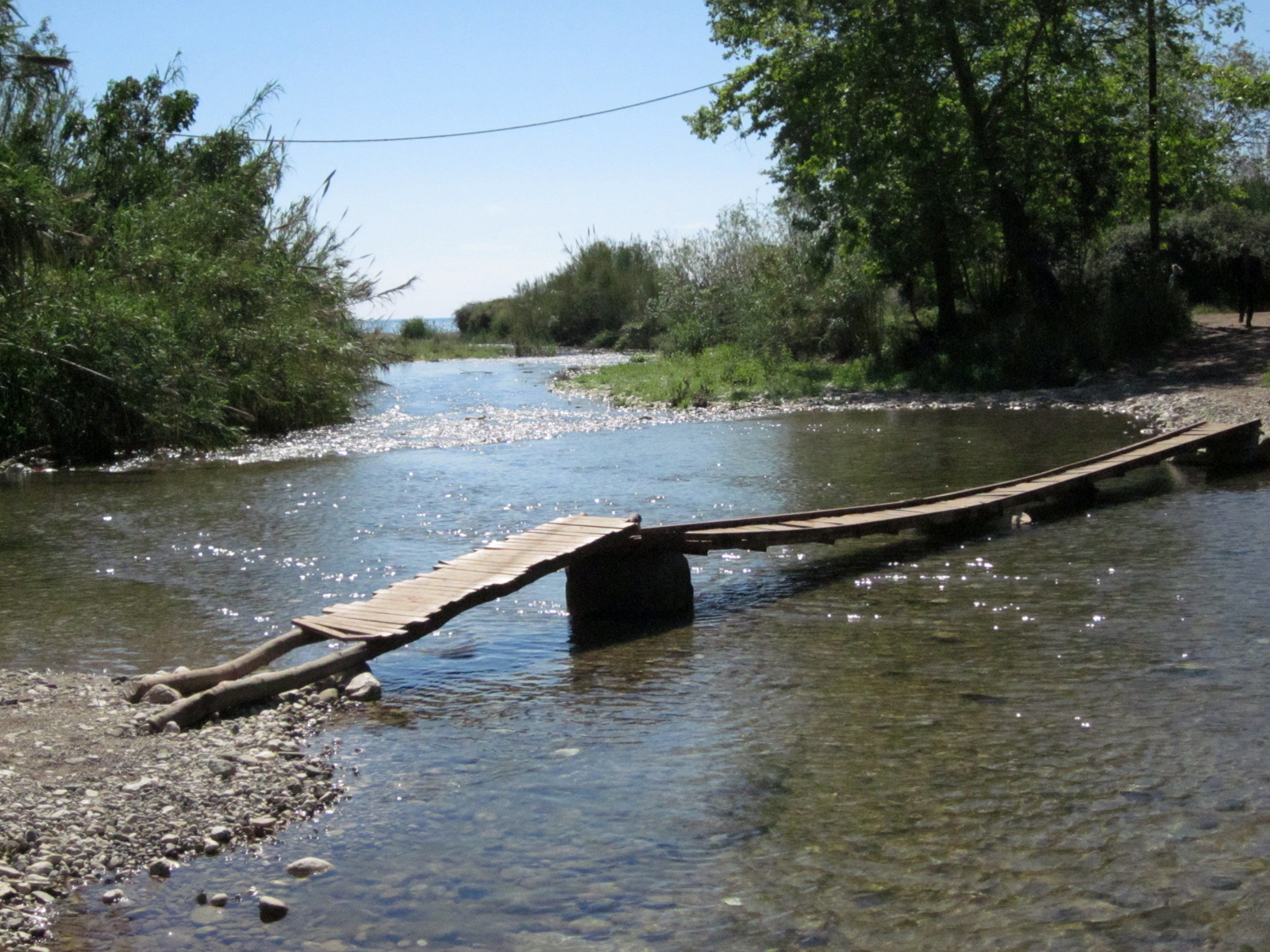
Cầu đi bộ qua sông Ulupınar tại làng Ulupınar trong tuyến Olympos - Çıralı.

Đường Likya, được đặt theo tên của nền văn minh Likya cai trị ở khu vực này, có chiều dài hơn 500 km (310 mi), kéo dài từ Hisarönü, huyện Fethiye của tỉnh Muğla ở phía tây đến Geyikbayırı, huyện Konyaaltı của tỉnh Antalya ở phía đông. Đường mòn được đánh dấu bằng hệ thống ký hiệu Grande Randonnée của Pháp và các giao lộ được đánh dấu bằng các biển chỉ đường màu vàng. Những con đường mòn xung quanh được đánh dấu trên cả hai mặt của đá và thân cây, cách mỗi 50 m (160 ft) và khoảng 200 m (660 ft) ở những con đường đất. Dọc theo tuyến đường, đặc biệt là tại các địa điểm như lối rẽ hoặc ngã tư sẽ có dấu hiệu của một dải trắng nằm liền kề phía trên một dải màu đỏ. Dấu chéo màu đỏ biểu thị độ lệch khỏi đường dẫn và không nên nhập dấu vết được đánh dấu. Các dấu hiệu được định kỳ đổi mới bởi các tình nguyện viên.
Một số phần của đường Likya rất thích hợp để đi xe đạp và xe đạp leo núi. Ở một số nơi, những người có kinh nghiệm xuống dốc hay những người đam mê mạo hiểm có thể đi dọc theo tuyến đường bằng cách mang xe đạp trên lưng. Tuy nhiên, một số người ưa thích các tuyến đường xe đạp, thường nằm phần lớn trên đường Likya và trên các đường song song, sẽ sử dụng đường rừng và đường làng như một tuyến đường thay thế.
Nhà sáng lập con đường, Clow cũng viết một cuốn sách hướng dẫn trong đó mô tả các đặc điểm của đường mòn, chẳng hạn như chiều rộng của con đường, các loại dấu mốc, khoảng cách và thời gian đi bộ đường dài của các giai đoạn.

## Khí hậu
Khu vực này có mùa hè nóng, khô, mùa đông khí hậu ôn hòa với lượng mưa hàng năm thấp do đặc trưng khí hậu Địa Trung Hải. Mùa leo núi thường diễn ra quanh năm. Tuy nhiên, lý tưởng nhất vẫn là mùa xuân, khi những ngọn đồi vẫn còn tuyết phủ và cảnh quan được trang hoàng với muôn ngàn sắc hoa. Hai tháng 10 và 11 của mùa thu cũng là một thời điểm thú vị cho việc đi bộ khi nhiệt độ và độ ẩm giảm dần. Ở những đoạn nằm trên độ cao cao hơn và trên các đỉnh núi, lữ khách có thể cảm nhận trong một ngày thời tiết mang dáng dấp của cả bốn mùa. Vào thời điểm giữa tháng 5 và tháng 9, nhiều khu vực có độ cao thấp khá nóng cho hoạt động đi bộ đường dài. Nếu muốn tận hưởng cảm giác mưa gió bão bùng, lữ khách có thể xách ba lô lên và khởi hành vào tháng 12 và tháng 1. Ngoài ra, từ tháng 1 đến đầu tháng 4, du khách cũng có thể chiêm ngưỡng tuyết rơi ở các cung đường trên độ cao hơn 1.500 m (4.900 ft). Tuy nhiên, thời điểm giữa tháng 11 và tháng 2 thường dễ có mưa lớn xảy ra.

## Trang thiết bị cần thiết

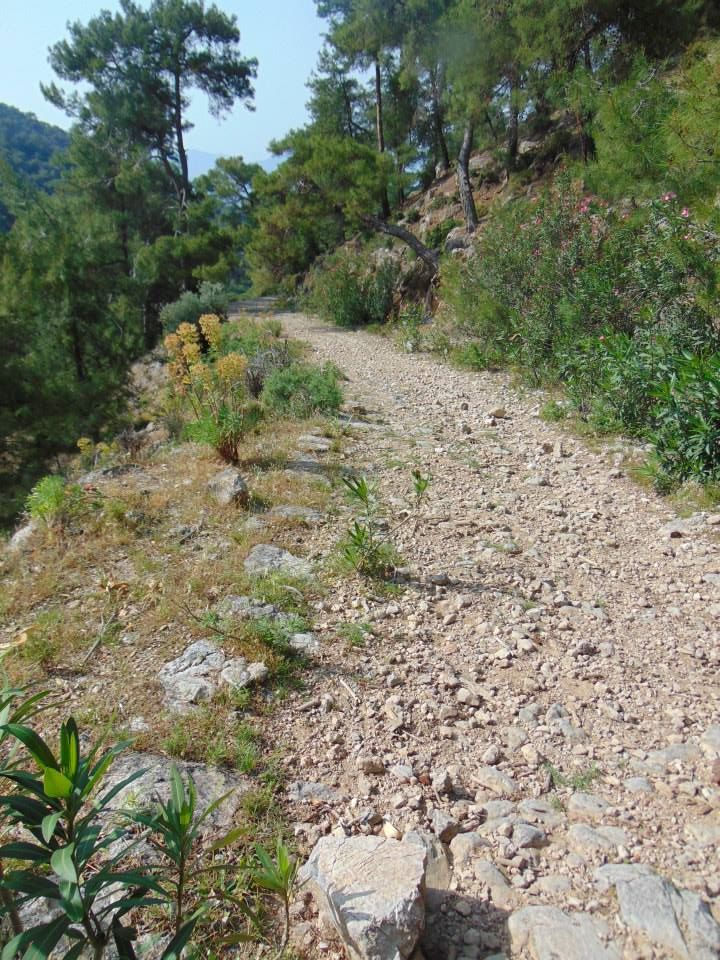
Một con đường ở Likya

Các thiết bị được khuyến nghị cần thiết cho việc đi bộ đường dài trong đường Likya bao gồm giày đế mềm, có dây đeo ở mắt cá chân, giày đi bộ bằng vải không thấm nước thoáng khí, quần và vớ nhanh khô, áo sơ mi vải thấm ẩm, mũ, áo choàng để che cổ, áo mưa, quần áo dự phòng và đồ lót, kính râm, kem chống nắng, và một chiếc ba lô. Sẽ tốt hơn nữa nếu có một bộ đồ bơi và khăn.
Các thiết bị hữu ích khác bao gồm la bàn, bản đồ đường mòn, còi, dao bỏ túi, đèn pha, máy ảnh, bật lửa, pin dự phòng, bộ dụng cụ sơ cứu nhỏ và điện thoại di động.

## Các giai đoạn
Đường Likya có thể được chia làm nhiều tuyến nhỏ như Hisaronu (Ovacik) -Faralya, Faralya-Vịnh Kabak, Vịnh Kabak-Alınca, Alınca-Yediburunlar, Yediburunlar-Gavurağılı, Gavurağılı- Patara, Patara- Kalkan, Kalkan- Sarıbelen - Gökçeören, Gökçeören- Kaş, Kaş- Kekova, Kekova- Demre, Demre- Alakilise - Finike, Karaöz- Cape Gelidonya - Adrasan, Adrasan- Olimpos - Çıralı, Çıralı- beycik, Çıralı- Tekirova, Tekirova- Phaselis -Gedelme, Beycik- Tahtalı Dağı -Gedelme, Gedelme- Göynük, Göynük- Hisarçandır và Hisarçandır- Geyikbayırı.
Đường mòn có thể chia thành:
- Tuyến đường ven biển - Tekirova, Phaselis, Asagikuzdere, Goynuk Yaylasi, Hısarçandır, Çitdibi, Geyikbayırı
- Tuyến đường nội địa - Ulupınar, Beycik, Yukari Beycik, đi qua Tahtalı Dağı ở độ cao 1800m, Yayla Kuzdere, Gedelme, Goynuk Yaylasi và nhập vào với đường mòn ven biển.

## Địa điểm ưa thích

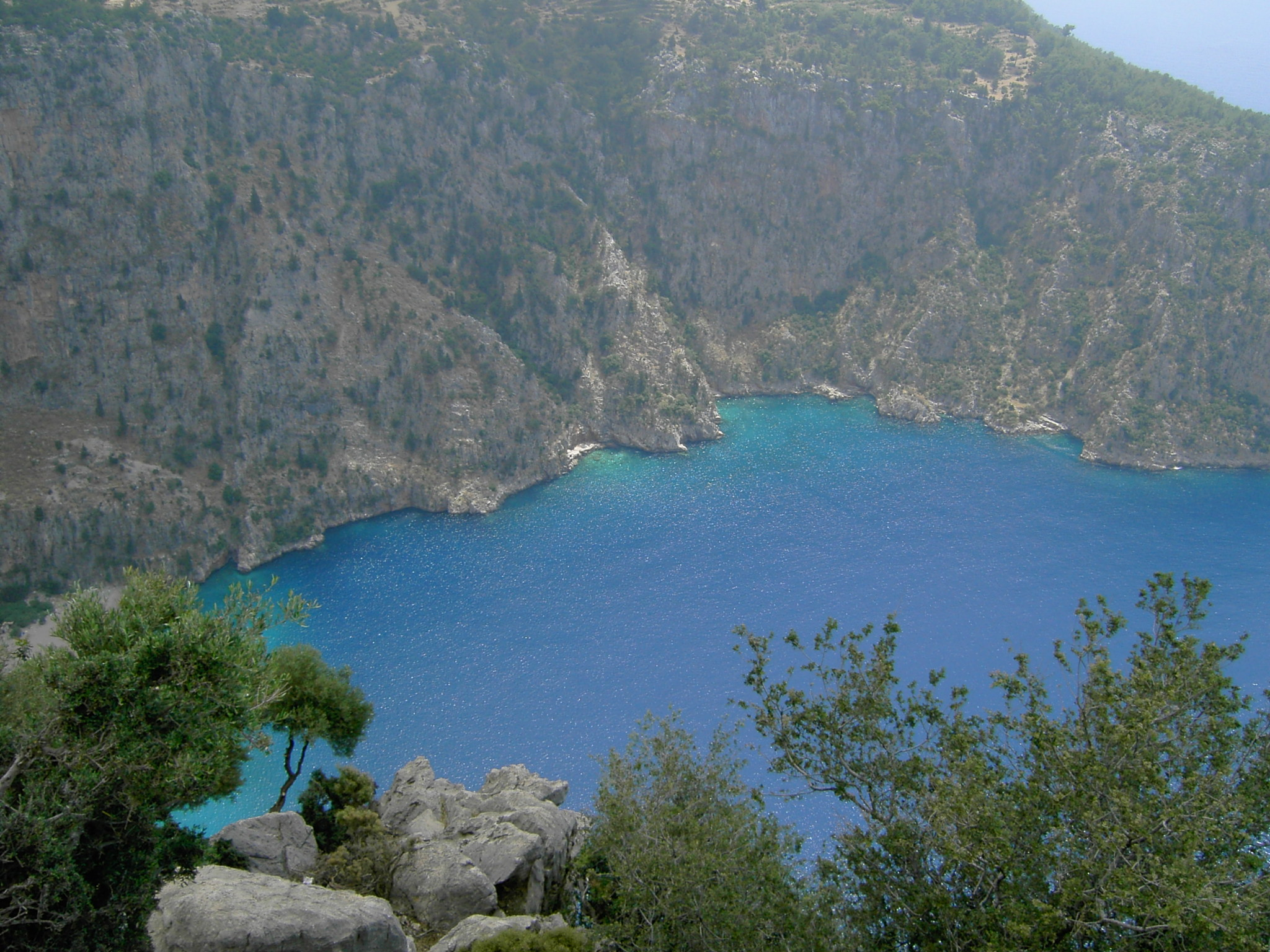
Đường Likya đoạn qua Thung lũng Butterfly.

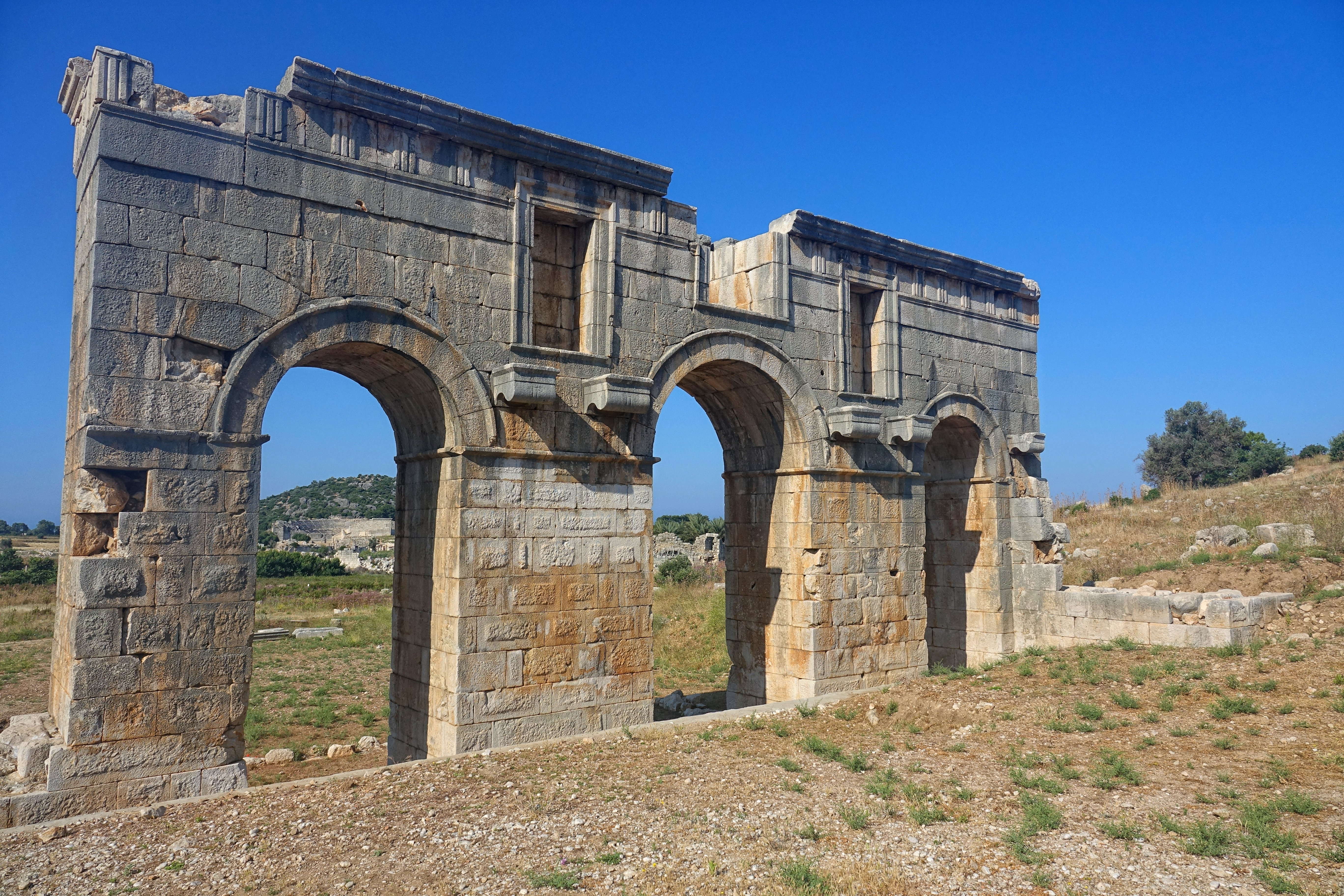
Cổng thành phố cổ Patara.

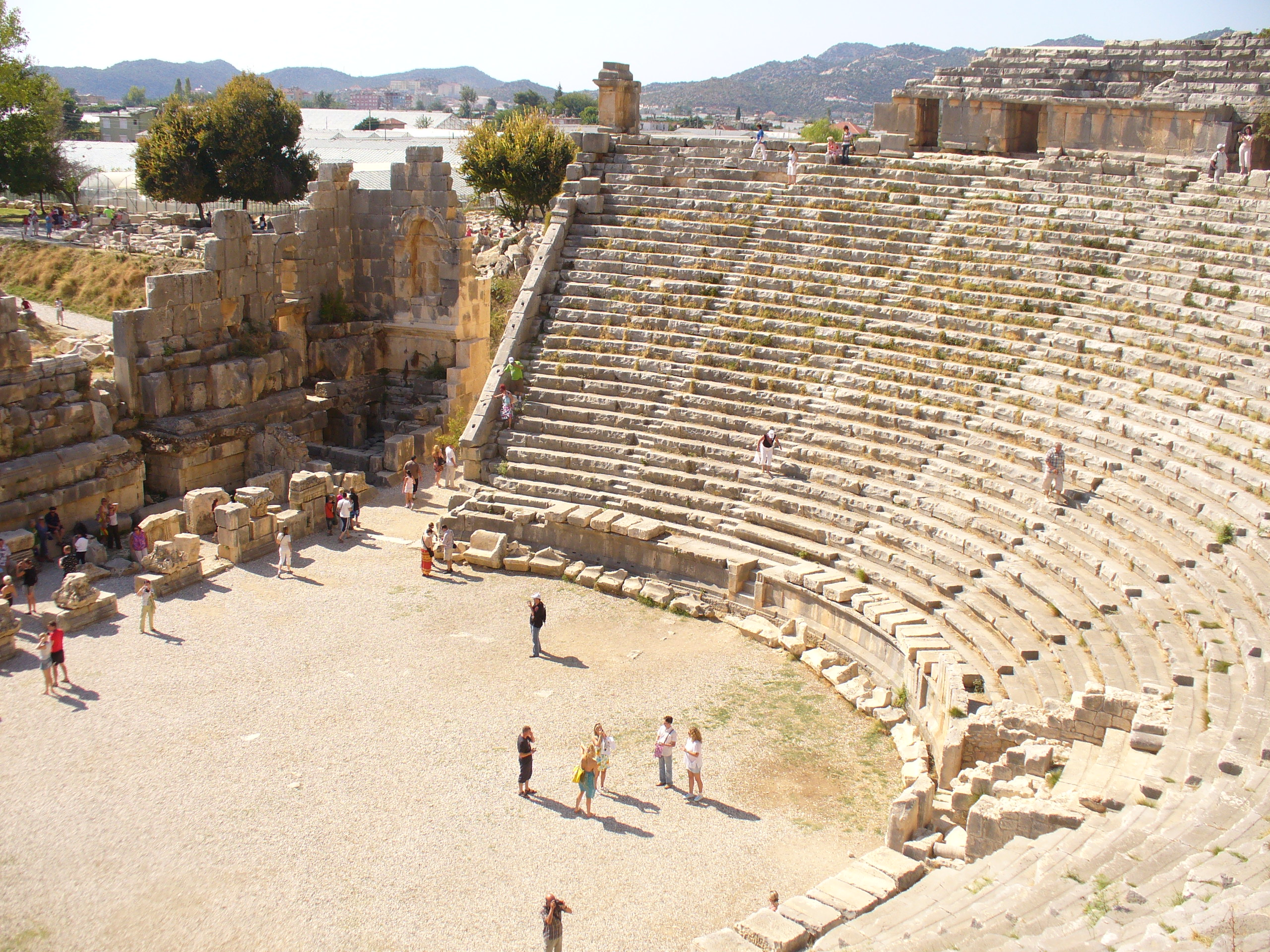
Nhà hát vòng tròn ở Myra (Demre).

Các địa điểm yêu thích dọc theo đường mòn bao gồm: Ölüdeniz, Thung lũng Butterfly, Faralya, Vịnh Kabak, Vịnh Cennet, Vịnh Korsan, Letoon (thủ đô lịch sử của vùng Likya, Di sản Thế giới của UNESCO ở Seydikemer), Sidyma, Bel, Gavurağılı, Letoon, Kınık (Xanthos), Akbel, tàn tích Gelemiş, Patara (thủ đô Likya), Kalkan, Sarıbelen, Gökçeören, Kaş (Antiphellos), Üçağız, Kale, Demre (Myra), Kumluca, Belören, Zeytin và Alakilise, İncegeriş Hill (cao1.811 m (5.942 ft) so với mực nước biển), Belos, Finike, Kumluca, Mastaent, Karaöz, ngọn hải đăng Cape Gelidonya (điểm cực nam của Likya), Adrasan, Olympos và Çıralı.
Ngoài ra, các thành phố cổ Pydnae, Apelia, Telmessos, Idyros, Antiphellus, Apollonia và Simena có thể được tìm thấy khi đi qua khu vực nằm giữa Xanthos và Patara.

## Điểm bắt đầu và chỗ tạm trú
Điểm bắt đầu của đường Likya nằm ở phía tây Sân bay Dalaman hoặc ở phía đông từ Sân bay Antalya. Xe khách liên tỉnh và xe buýt địa phương luôn sẵn sàng để vận chuyển du khách đến các điểm này.
Du khách cũng có thể tìm chỗ trọ thông qua các khách sạn, nhà nghỉ có đầy đủ giường ngủ và bữa sáng phù hợp với túi tiền tại các địa điểm như Fethiye, lüdeniz, Faralya, Vịnh Kabak, Patara, Kalkan, Kaş, Kekova, Demre, Finike, Adrasan, Çıralı, Tekirova, amyuva, Kemer và Göynük. Ở một số ngôi làng dọc theo tuyến đường, nhiều điểm lưu trú cũng xuất hiện trong những năm gần đây bằng cách sử dụng các ngôi nhà làng truyền thống. Các địa điểm cắm trại tự nhiên và các cơ sở cắm trại cũng có sẵn trên tuyến đường. Các khu cắm trại ở Vịnh Kabak, Patara, Özlen Çay, Bán đảo Ấm Áp, Andriake (Cảng Çayağzı), Olympos, Çıralı và Göynük cũng sẵn sàng phục vụ khách.

## Cuộc thi Ultramarathon
Kể từ năm 2010, một cuộc đua ultramarathon quốc tế, mang tên Likya Way Ultramarathon được tổ chức thường niên trên đường mòn lịch sử này. Sự kiện diễn ra trên tuyến đường dài khoảng 220–240 km (140–150 mi) từ Ölüdeniz đến Antalya và kéo dài trong sáu ngày.